# Жонглёр Богоматери
«Жонглёр Богоматери» (фр. Le jongleur de Notre-Dame) — опера-миракль в трёх актах французского композитора Жюля Массне. Французское либретто Мориса Лена написано по мотивам одноимённой повести Анатоля Франса (1892), которая, в свою очередь, восходит к средневековой легенде XII века.
Премьера оперы состоялась 18 февраля 1902 года в Монте-Карло. Опера была очень популярна в США, благодаря исполнению главной роли выдающейся американской певицей-сопрано Мэри Гарден (хотя в оригинале роль написана для тенора). После смерти Гарден опера долгое время не исполнялась.

## Действующие лица
| Жан, жонглер                                                                                              | тенор         |
| Бонифаций, монастырский повар                                                                             | баритон       |
| Приор | бас           |
| Монах-живописец                                                                                           | баритон       |
| Монах-поэт                                                                                                | тенор         |
| Монах-музыкант                                                                                            | баритон       |
| Монах-скульптор                                                                                           | бас           |
| Первый ангел                                                                                              | сопрано       |
| Второй ангел                                                                                              | меццо-сопрано |
| Богоматерь                                                                                                | без слов      |
| Монах-стражник                                                                                            | баритон       |
| Щеголь | баритон       |
| Рыцарь | тенор         |
| Пьяница                                                                                                   | бас           |
| Герольд                                                                                                   | баритон       |
| Монахи, голоса ангелов, рыцари, горожане, крестьяне, купцы, нищие, клерки. Действие происходит в XIV веке |               |

## Либретто

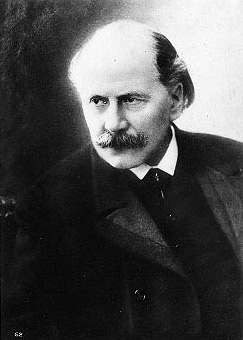
Жюль Массне

### Акт первый. Площадь перед аббатством Клюни
У самых ворот аббатства собралась праздная толпа. Все собрались, чтобы повеселиться. У некоторых с собой бутылки с вином. Толпа шумит и горланит непристойные песни. Монах-стражник пытается утихомирить гуляк, но они его не слушают. Кульминации веселье достигает, когда на помост поднимается жонглер Жан. Он демонстрирует различные фокусы, сопровождая их непристойными и вульгарными песенками. Толпа хохочет. Из ворот аббатства в окружении монахов появляется приор. Толпа разбегается. Остается один Жан. Приор отчитывает жонглера, говоря, что своими непристойностями тот оскорбляет Иисуса и Богоматерь. Жан полон раскаяния. Он не думал об этом. Ведь он благоговеет перед Богоматерью, считает её своей заступницей. Чтобы заслужить милость Богоматери, приор предлагает Жану расстаться с недостойным ремеслом и поступить в монастырь; тогда, возможно, он удостоится блаженства — ему явится сама Богоматерь. В подтверждение этих слов монастырский повар Бонифаций рассказывает, как ему явился младенец Иисус. Жан согласен поступить в монастырь, и монахи уводят его с собой.

### Акт второй. Общий зал в аббатстве Клюни
Монахи занимаются различными делами в угоду Богородице. Поэт слагает стихи, музыкант пишет религиозные гимны, живописец пишет образ Богоматери, а скульптор высекает её изображение. С восторгом наблюдает за всем этим Жан — ведь все это делается во славу Богородицы. Но его смущает то, что сам он неграмотный неуч и не может ничего подобного сделать для своей покровительницы. Заносчивые монахи подтверждают это. Приор утешает Жана. Все расходятся. Жан спрашивает у повара Бонифация, как тому удалось удостоиться видения. Бонифаций говорит, что он добросовестно выполнял свою работу и молился. Жан остается в раздумье.

### Акт третий. Капелла аббатства Клюни
Монахи устанавливают в капелле новый образ Богоматери. В капеллу приходят Жан и Бонифаций. Они молятся. После долгих раздумий Жан решается порадовать Богородицу единственным, что он умеет: он начинает жонглировать и показывать различные фокусы перед образом Богоматери. Неожиданно образ оживает — Богородица улыбается и аплодирует Жану. Появляется приор и монахи — они обвиняют Жана в кощунстве. Его защищает только Бонифаций. Неожиданно в луче света появляются ангелы: они поют славу Жану-простодушному, который порадовал Святую Деву своим искусством. Жан вскакивает — он начинает понимать латынь и все науки, видит небеса и Богоматерь во всей её Славе. Затем он падает и умирает. Приор и монахи склоняют головы — они понимают, что присутствовали при чуде и видели святого.

## Дискография
- Массне. Жонглер Богоматери. А.Ванзо, Ж.Бастин и др. Дирижёр Роже Бутри / EMI 1978
- Массне. Жонглер Богоматери. Роберто Аланья, Энрик Димек. Оркестр насьональ де Монпелье. DG, 2009